# Naturschutzgebiet Ochsenholz
Koordinaten: 51° 36′ 45″ N, 8° 32′ 19″ O

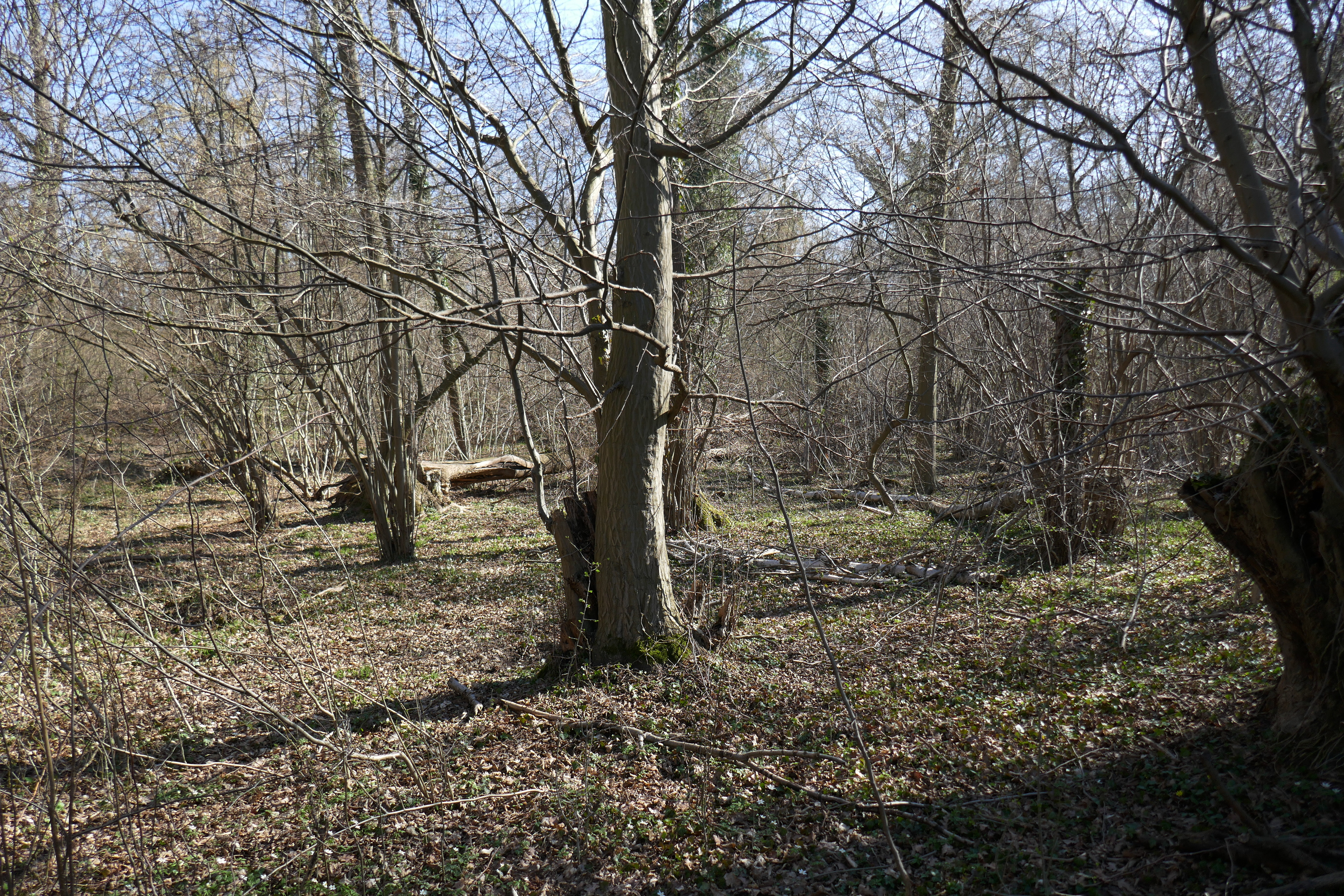
Naturschutzgebiet Ochsenholz (März 2021)

Das Naturschutzgebiet Ochsenholz liegt auf dem Gebiet der Stadt Geseke im Kreis Soest in Nordrhein-Westfalen. Das Gebiet erstreckt sich südöstlich der Kernstadt Geseke und südwestlich von Hölterberg. Nördlich des Gebietes verläuft die Landesstraße L 749, westlich die L 549 und südlich die A 44.

## Bedeutung
Das etwa 62,6 ha große Gebiet wurde im Jahr 2012 unter der Schlüsselnummer SO-090 unter Naturschutz gestellt.